# Massimo Alviti
Massimo Alviti (Roma, 4 settembre 1958) è un chitarrista e compositore italiano.

## Biografia
Massimo Alviti comincia a suonare all'età di 4 anni, a 12 inizia lo studio della musica con il maestro Mimmo Zito e il maestro Corrado Fiasco, successivamente conseguirà il compimento inferiore e medio presso il conservatorio "A.Casella" dell'Aquila con il maestro Mauro Corona e il diploma in chitarra classica con i maestri Carlo Carfagna e Mario Gangi presso il Conservatorio Santa Cecilia.
Ventenne viene assunto come turnista dalla RCA, dove conosce alcuni fra i più importanti nomi della musica leggera italiana.
Negli anni ottanta e novanta compone varie colonne sonore per cinema e teatro, inoltre lavora per la Rai, realizzando alcune musiche per il programma Lineablu.
Alviti ha fatto parte di gruppi musicali come Indaco e il Quintetto Samadhi, formato da Alessandro Papotto ai Fiati, Antonino Zappulla alle tastiere, Pierluigi Calderoni alla batteria, Luca Barberini al basso; collabora inoltre con Fabrizio Emigli, cantautore romano per il quale ha realizzato gli arrangiamenti dell'album Stelle in eccedenza. Nel 2009 partecipa alla registrazione di Mater Sabina di Raffaello Simeoni, disco in cui suona chitarra classica, chitarra acustica e sitar elettrico; il disco contiene anche una sua composizione Soffio d'amore, brano in cui lo stesso Raffaello Simeoni suona il flauto.
Il 6 luglio suona al pub romano Stazione Birra per la Festa Maltese, organizzata da Rodolfo Maltese dopo una grave malattia.

### Carriera da solista
Quando nel 2004 viene pubblicato In un giorno di pioggia, Massimo Alviti si esibisce come solista già da molti anni, il disco viene pubblicato da fingerpicking.net ed è interamente dedicato alla chitarra acustica suonata in fingerstyle, il disco contiene anche alcuni brani in open tuning.
Nel 2006 esce Il nome della terra, sempre per fingerpicking.net, il disco contiene anche alcuni brani realizzati insieme ad Alessandro Papotto
Nel 2007 suona con Rodolfo Maltese e Francesco Di Giacomo al Festival della Chitarra di Sarzana
Il 2009 è un anno estremamente impegnativo escono AlMa, realizzato con Rodolfo Maltese e Le immagini della musica con Alessandro Papotto; in entrambi i dischi suona la chitarra classica. Inoltre nel 2009 esce I racconti del faro, il disco contiene solo brani composti dal chitarrista romano e viene registrato con la Patriot Ovation appartenuta a Marcel Dadi e prestatagli da Jocelyn.
Nel 2012 esce Le ali leggere, suonato e prodotto con Francesco Petrucci.

## Discografia

### Album Studio
- 2004 - In un giorno di pioggia
- 2006 - Il nome della terra
- 2009 - AlMa (con Rodolfo Maltese)
- 2009 - I racconti del faro
- 2009 - Le immagini della musica (Alessandro Papotto)
- 2012 - Le ali leggere (con Francesco Petrucci)